# Tanya James
Tanya James, pseudonimo di Jamie Cooke (Riverside, 27 ottobre 1983), è un'ex attrice pornografica statunitense.

## Biografia
Inizia la sua carriera cinematografica a 19 anni nel film pornografico Real Sex Magazine 56 del regista William Witrock e viene subito notata dagli addetti ai lavori che le offrono numerose parti per gli anni successivi. Nel 2003 prende parte ai Nightmoves Adult Entertainment Awards a Tampa e nel 2004 partecipa all'AVN Adult Entertainment Expo.
La sua carriera procede spedita diventando una delle attrici pornografiche più richieste del settore ma, per non ben precisati motivi, tra il 2005 ed il 2007 decide di prendersi un periodo di pausa lavorativa. Durante questo periodo di inattività decide di sottoporsi ad un intervento di mastoplastica additiva.
Il 2008 è l'anno della rinascita, firma un contratto in esclusiva con Zero Tolerance e Third Degree così da ritornare sul set prendendo parte a numerosi film tra cui uno, I Am Tanya James, dove ricopre il ruolo di protagonista, venendo rappresentata dall'agenzia di modelle LA Direct Models.
Ha tre piercing: uno sulla narice sinistra, uno sull'ombelico ed uno sulla lingua.
Nel 2014, dopo aver girato oltre 250 scene, si ritira definitivamente dall'industria pornografica.

## Filmografia

### 2002
- 2 Of A Kind
- Real Sex Magazine 56

### 2003
- Foot Worship Christmas
- Topless Entanglements
- The Chloroform Solution!
- Hogtied by Fate
- Hot Showers 11
- Choc Full a Nut
- Squirting Illustrated 7
- Ten Wet Girls
- E-love Wanted
- Vivid Games
- Mandy: The Perfect Gift
- Young Pink 1
- Behind the Scenes with 20 Young Girls
- Lights, Cameron, Action
- Squirting Newcomers
- Wet Teens 2
- Peach Girls Nothin' Sweeter 2
- Young Sluts, Inc 10
- The Axis of Anal
- Sapphic Liaisons 3
- Real College Girls 10
- Nasty Girls 31
- Match Play
- Hotel Erotica (telefilm, 1 episodio: "High School Crush" nel 2003)
- Jack's Playground 5
- Hot Showers 11
- High Desert Pirates
- College Invasion 1
- Campus Confessions 7
- Bum Rush
- Barely Legal Summer Camp
- Barely Legal on Vacation 2
- Barely Legal on Vacation 1 and 2 Box Set
- Barely Legal All Stars 3
- Barely Legal 35
- Anxious Young Pussies
- Pick Up Lines 76

### 2004
- Marty Zion's Club Inferno
- Good Girls Suck Toes!
- Flirts in Skirts
- Bare Breasted Peril
- The Art of Oral Sex
- The Art of Anal 1
- She Devils in Pink
- Chasey Meets Krystal
- Cloud 9 Girls 1
- Cloud 9 Girls 2
- Dark Deception
- Barely Legal All Stars 3
- Wild on X 1
- Wild on X 2
- Sexz in the City
- Naked Diva
- Eager Beavers 7
- Whatever It Takes
- Sophisticated Sluts
- Filthy Rich Girls (interpretando se stessa)
- Porno Valley (telefilm, 1 episodio: "A Star Is Porn" interpretando se stessa)
- Run Mary Run (interpretando se stessa)
- Sexz in the City
- Secret Lives
- Run Mary Run
- Panties In a Twist
- Money Hole
- Lights, Cameron, Action
- Lezbo A-Go-Go
- Innocence - Little Secrets
- Hustler Centerfolds 1
- Blonde to Be Wild
- Bassackwards
- ATM - Ass Thrusting Machine
- Ass-Fucking Young Girls
- All Star International

### 2005
- Blondes Asses & Anal
- Twisted Tales 3
- Jessica Jaymes Revealed
- Totally Busted (telefilm, 2 episodi: "Cabana Boy" e "Stripperer's Apprentice")
- Hustler's Honeys
- College Invasion 1-3
- And The Envelope Please - Sunrise Adams

### 2006
- Soloerotica 8
- Whores 'R Us 5
- Girls Only Pool Party
- Sapphic Liaisons 3: Pure
- Ass Fucking In The Great Outdoors
- Wet Blonde Pussies

### 2007
- Unfaithfully Yours
- A Genie's Wish
- Best of College Invasion
- Real Golden Showers 12

### 2008
- Wrapture!
- Naked Tickle Hysterics
- Last Call
- Nehoepolitan
- Sexy Bitch
- Welcome To Hollywood
- Co-Ed Confidential (telefilm, 4 episodi: "I Do, Do I?", "Rolling Royce", "The Hunt Is On" e "French Style" interpretando Not Ophelia)
- Tits Ahoy 8
- Starlet Fever
- No Swallowing Allowed 14
- Naughty Office 13
- Naughty Athletics 4
- Lipstick Jungle
- I Am Tanya James
- Housewife 1 On 1 12
- Give Me Pink 4
- Girlfriends
- Fresh Flesh
- Double Decker Sandwich 12
- Bleached To The Bone
- 2 Chicks Same Time 2